# Priya Anand
Priya Anand es una actriz y modelo india que aparece en películas en tamil, malabar, hindi, canarés y telugu. Después de cursar estudios superiores en los Estados Unidos, comenzó una carrera en el modelaje en 2008 antes de hacer su debut como actriz en la película tamil Vaamanan (2009) y luego su debut en telugu en Leader un año después. Hizo su debut en Bollywood en 2012 con un papel secundario en English Vinglish y posteriormente apareció en las películas Fukrey (2013) y Rangrezz (2013). Logró reconocimiento internacional tras protagonizar la exitosa película en canarés Raajakumara.

## Filmografía

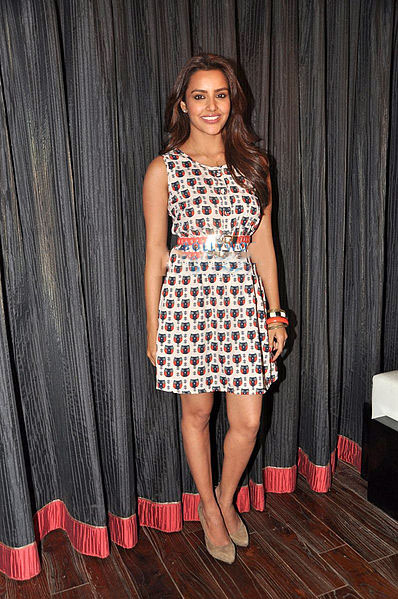
Priya en 2013.

### Cine
| Año  | Título                    | Rol                    | Idioma      | Notas        |
| ---- | ------------------------- | ---------------------- | ----------- | ------------ |
| 2009 | Vaamanan                  | Divya                  | Tamil       |              |
| 2010 | Pugaippadam               | Shiney George          | Tamil       |              |
| 2010 | Leader                    | Ratna Prabha           | Telugu      |              |
| 2010 | Rama Rama Krishna Krishna | Priya                  | Telugu      |              |
| 2011 | Nootrenbadhu              | Renuka Narayanan       | Tamil       |              |
| 2011 | 180                       | Renuka Narayanan       | Telugu      |              |
| 2012 | English Vinglish          | Radha                  | Hindi/Tamil |              |
| 2012 | Ko Antey Koti             | Sathya                 | Telugu      |              |
| 2013 | Rangrezz                  | Megha Joshi            | Hindi       |              |
| 2013 | Fukrey                    | Priya                  | Hindi       |              |
| 2013 | Ethir Neechal             | Geetha                 | Tamil       |              |
| 2013 | Vanakkam Chennai          | Anjali Rajamohan       | Tamil       |              |
| 2014 | Arima Nambi               | Anaamika Raghunath     | Tamil       |              |
| 2014 | Irumbu Kuthirai           | Samyuktha Ramakrishnan | Tamil       |              |
| 2014 | Oru Oorla Rendu Raja      | Priya                  | Tamil       |              |
| 2015 | Vai Raja Vai              | Priya                  | Tamil       |              |
| 2015 | Trisha Illana Nayanthara  | Train passenger        | Tamil       | Invitada     |
| 2017 | Ezra                      | Priya                  | Malabar     |              |
| 2017 | Muthuramalingam           | Viji                   | Tamil       |              |
| 2017 | Raajakumara               | Nandini                | Canarés     |              |
| 2017 | Kootathil Oruthan         | Janani                 | Tamil       |              |
| 2017 | Fukrey Returns            | Priya                  | Hindi       |              |
| 2018 | Kayamkulam Kochunni       | Janaki                 | Malabar     | En filmación |
| 2018 | Orange                    |                        | Canarés     | En filmación |